# Leptomachilis californica
Espèce
Leptomachilis californica est une espèce d'insectes archéognathes de la famille des Machilidae.